# Tetrix silvicultrix
Tetrix silvicultrix är en insektsart som beskrevs av Ichikawa 1993. Tetrix silvicultrix ingår i släktet Tetrix och familjen torngräshoppor. Inga underarter finns listade i Catalogue of Life.